# Категории объектов природно-заповедного фонда Украины
ПЗФ Украины включает различные по рангу и назначению территории и объекты.

## Положения закона
Через рост численности населения Земли и соответствующий рост антропогенной нагрузки, необходимым является сохранение биологического разнообразия. Для этого создаются заповедные объекты.
Согласно ЗУ о ПЗФ Украины, различают 11 типов территорий и объектов, которые разделяют на две группы:
- природные,
- созданные искусственно.

Верховной Радой Украины 16 июня 1992 года принят Закон Украины «О природно-заповедном фонде» № 2456-XII, которым определяются следующие категории объектов природно-заповедного фонда Украины, составленные на основе категорий охраняемых территорий МСОП:

## Природные территории и объекты
- Природные заповедники — природоохранные, научно-исследовательские учреждения общегосударственного значения, которые создаются с целью сохранения в природном состоянии типичных или уникальных для данной ландшафтной зоны природных комплексов со всей совокупностью их компонентов, изучения природных процессов и явлений, происходящих в них, разработки научных основ охраны окружающей среды, эффективного использования природных ресурсов и экологической безопасности.

- Биосферные заповедники являются природоохранными, научно-исследовательскими учреждениями международного значения, которые создаются с целью сохранения в природном состоянии наиболее типичных природных комплексов биосферы, осуществления фонового экологического мониторинга, изучения окружающей природной среды, ее изменений под действием антропогенных факторов[6].

- Национальные природные парки, которые являются природоохранными, рекреационными, культурно-образовательными, научно-исследовательскими учреждениями общегосударственного значения, которые создаются с целью сохранения, воссоздания и эффективного использования природных комплексов и объектов, имеющих особую природоохранную, оздоровительную, историко-культурную, научную, образовательную и эстетическую ценность.

- Региональные ландшафтные парки, которые являются природоохранными рекреационными учреждениями местного или регионального значения, которые создаются с целью сохранения в природном состоянии типичных или уникальных природных комплексов и объектов, а также обеспечения условий для организованного отдыха населения.

- Заказники — природные территории (акватории) с целью сохранения и воспроизводства природных комплексов или их отдельных компонентов.

- Памятники природы — отдельные уникальные природные образования, имеющие особое природоохранное, научное, эстетическое и познавательное значение, с целью сохранения их в естественном состоянии.

- Заповедные урочища — лесные, степные, болотные и другие обособленные целостные ландшафты, имеющие важное научное, природоохранное и эстетическое значение, с целью сохранения их в естественном состоянии.

## Искусственно созданные объекты
1. Ботанические сады — объекты, которые создаются с целью сохранения, изучения, акклиматизации, размножения в специально созданных условиях и эффективного хозяйственного использования редких и типичных видов местной и мировой флоры путем создания, пополнения и сохранения ботанических коллекций, ведения научной, учебной и образовательной работы.
2. Дендрологические парки создаются с целью сохранения и изучения в специально созданных условиях различных видов деревьев и кустарников и их композиций для наиболее эффективного научного, культурного, рекреационного и иного использования.
3. Зоологические парки создаются с целью организации экологической образовательно-воспитательной работы, создания экспозиций редких, экзотических и местных видов животных, сохранение их генофонда, изучения дикой фауны и разработки научных основ ее разведения в неволе.
4. Памятники садово-паркового искусства — наиболее выдающиеся и ценные образцы паркового строительства с целью охраны их и использования в эстетических, воспитательных, научных, природоохранных и оздоровительных целях.

## Категории природно-заповедного фонда, введенные в отдельных регионах
В 2009 г., согласно ч. 4 ст. 3 Закона Украины «О природно-заповедном фонде Украины», Верховный Совет АРК установил дополнительную категорию территорий и объектов природно-заповедного фонда местного значения в Автономной Республике Крым — ландшафтно-рекреационный парк (Постановление ВР АРК от 18.11.2009 г. № 1456-5/09).
Зонирование и режим использования территории ЛРП схож с другим заповедным объектом — региональным ландшафтным парком, но рекреационная функция более выражена.